# Anton Viktor August Angerholzer von Almburg
Anton Viktor August Angerholzer von Almburg, avstrijski general, * 10. februar 1848, † 12. avgust 1919.

## Življenjepis
28. maja 1896 je bil imenovan za poveljnika 92. pehotnega polka.
Upokojen je bil 1. maja 1907.

## Pregled vojaške kariere
Napredovanja
- generalmajor: 1. november 1901 (z dnem 3. novembrom 1901)
- podmaršal: 1. november 1905 (z dnem 10. novembrom 1905)